# Ludwig Gabillon

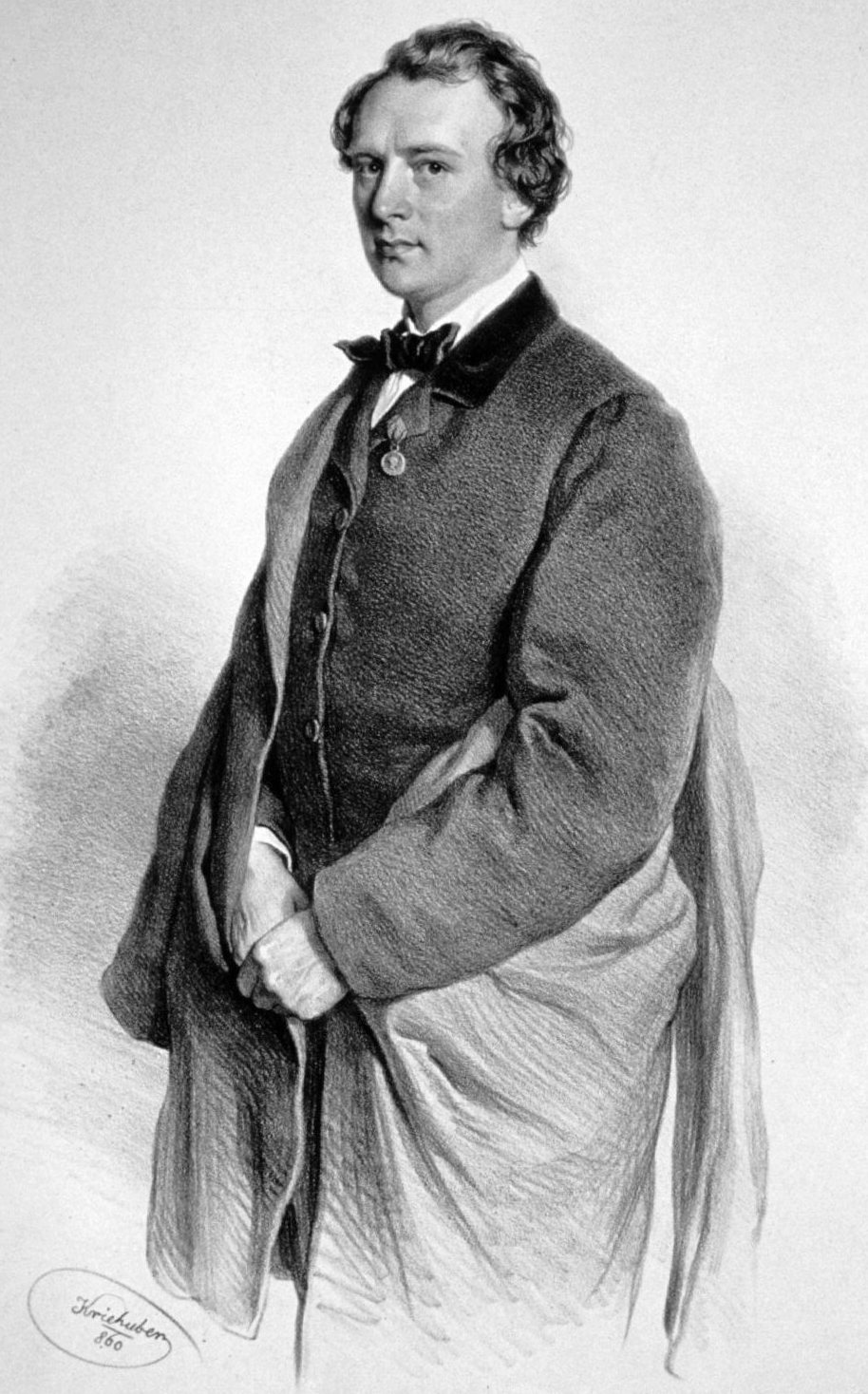
Ludwig Gabillon, litografi av Josef Kriehuber, 1860.

Johann Otto Ludwig Gabillon, född 16 juli 1825, död 13 februari 1896 i Wien, var en tysk skådespelare.
Gabillon var från 1853 anställd vid Burgteatern i Wien, från 1875 även som regissör. Han var en intressant och temperamentsfull framställare av mörk lidelse och bunden kraft.
Ludwig Gabillons hustru, Zerline Gabillon (född Würzburg, 1835-1892) var även hon känd skådespelare, från 1853 anställd vid Burgteatern, där hennes framställningar särskilt inom komedin ansågs mönstergilla.